# Georgikirche Bischofshofen

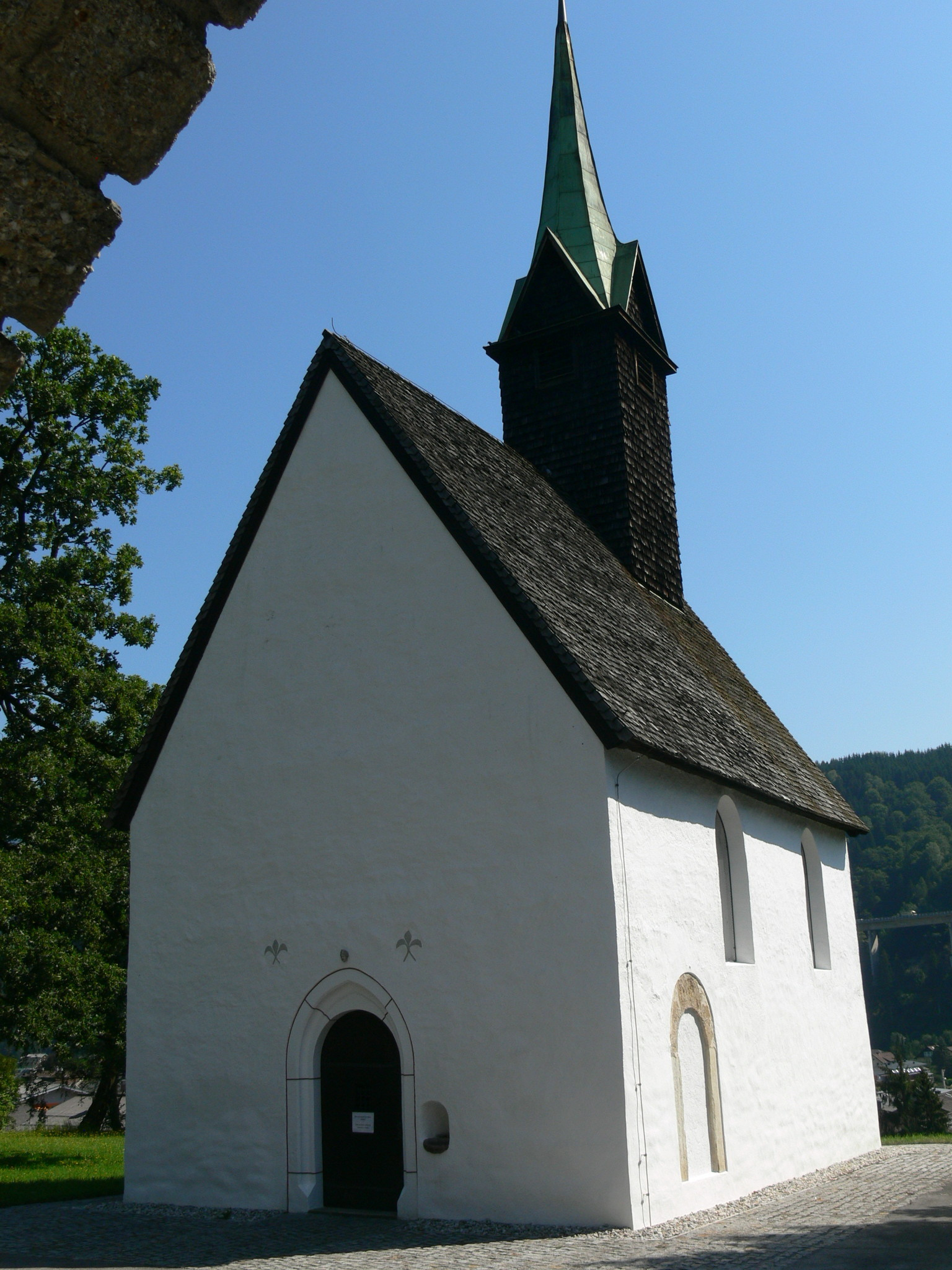
Georgikapelle in Bischofshofen

Die Georgikirche ist eine romanische Kirche in der Stadt Bischofshofen im Bezirk St. Johann im Pongau im Land Salzburg. Die Kapelle wurde von 1950 bis 2006 als Gedächtniskirche für Gefallene des Zweiten Weltkriegs genutzt und steht unter Denkmalschutz. Zu Ehren der gefallenen Soldaten wurde südseitig der Kapelle ein neues Denkmal mit sieben Namenstafeln aus Marmor gestaltet.

## Georgikirche
Die Georgikirche steht oberhalb der Liebfrauenkirche auf einer Geländestufe im Westen der Stadt. Diese Kapelle wird als Eigenkirche der Herren von Pongau angesehen und war ursprünglich Teil einer Burg- oder Wehranlage. Erstmals wird sie urkundlich in einem Ablassbrief von 1403 genannt.

## Äußeres
An das ungegliederte rechteckige Langhaus schließt eine eingezogene halbkreisförmige Apsis. Der Bau unter einem Satteldach mit Dachreiter hat Rundbogenfenster. Im Westen ist ein frühgotisches Spitzbogenportal mit gekehlter Laibung zu einem Rundbogen geschlossen. Darüber ist im Mauerwerk die Spolie eines römischen Kopfes, eine Mitra tragend, angebracht. Der südlich gelegene ursprüngliche Eingang mit einem romanischen Rundbogen ist zugemauert.

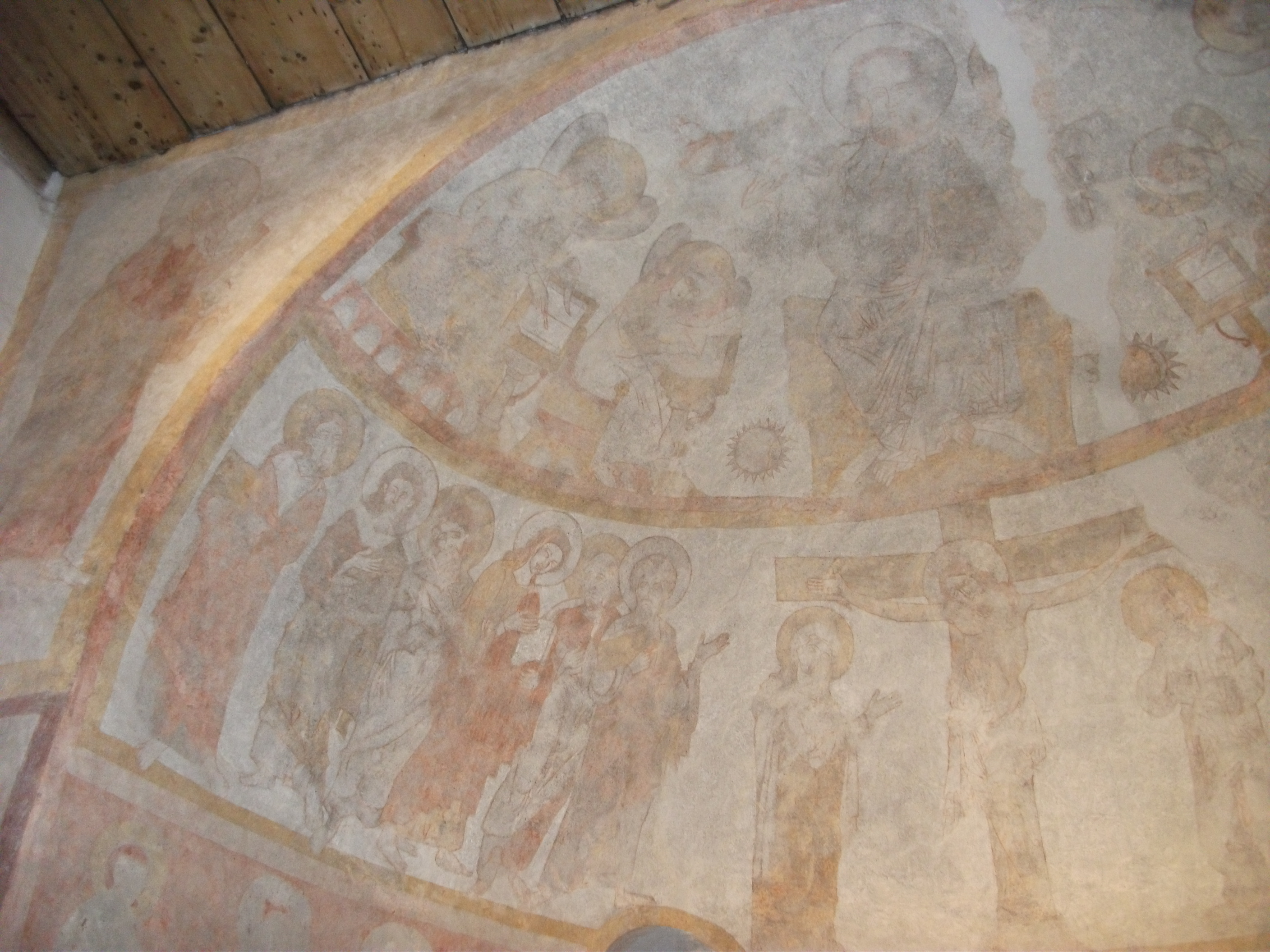
Romanische Wandfresken in der Apsis

Im Dachreiter hängt eine historische Glocke aus Bronze von 1627 mit einem Durchmesser von 485 mm und einem Gewicht von 55 kg, die mit dem Schlagton b″ klingt.

## Ausstattung
Der schlichte Saalraum mit einer Flachdecke hat rechts ein vermauertes Portal mit einer Rundbogenöffnung. Hinter dem rundbogigen Triumphbogen ist die halbkreisförmige Apsis. Romanische Fresken um 1230, die 1950 aufgedeckt und 2006 renoviert wurden, zeigen in der Apsis Gottvater und die vier Evangelisten und den gekreuzigten Erlöser mit den zwölf Aposteln und Maria mit der bekennenden Kirche. Am Chorbogen zeigen die Fresken zwei Propheten (Jeremias und Jesaia), darunter die Hll. Georg und Margaretha. Die zwei Glasgemälde an der Südseite zu den Themen Krieg und Frieden erstellte Albert Birkle (1950). Es gibt eine Glocke aus 1627.
Die Kirche wurde in den Jahren 2003 bis 2006 renoviert.

## Kriegerdenkmal
Gegenüber der Georgikirche ist ein ebenfalls denkmalgeschütztes Ehrenmal zu den im Ersten Weltkrieg Gefallenen im Friedhofszugang als seitlich gefalteter Mauerzug, welcher 1931 vom Maler und Bildhauer Karl Reisenbichler gestaltet wurde.

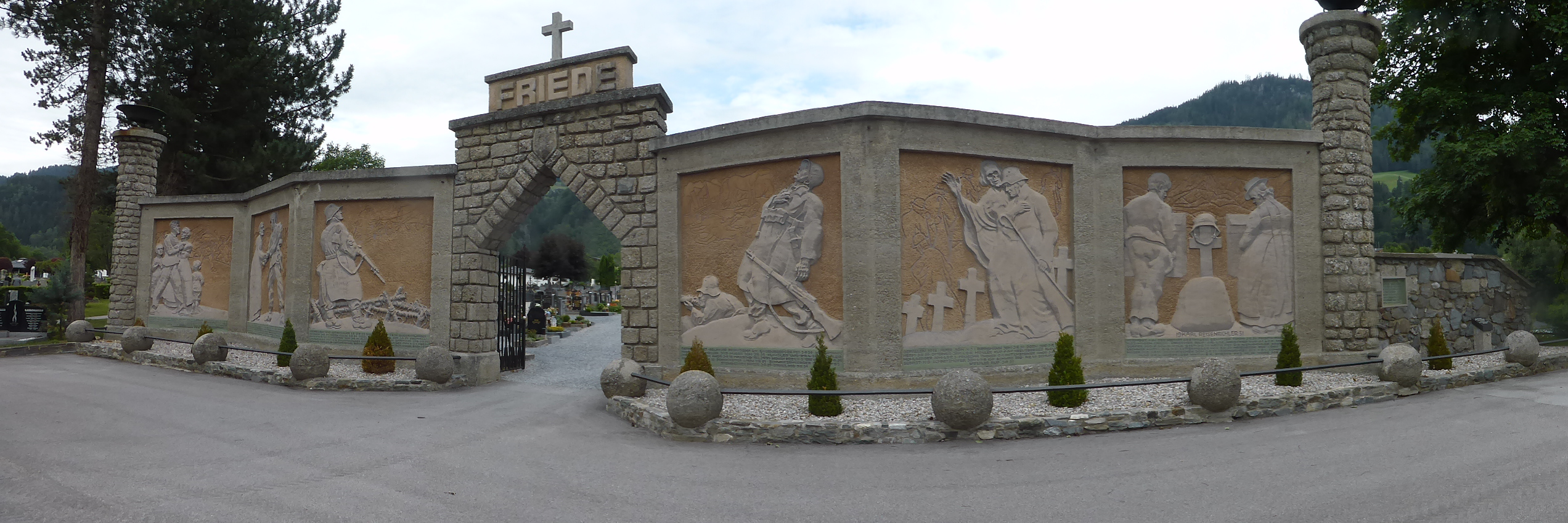
Gesamtansicht Kriegerdenkmal Bischofshofen
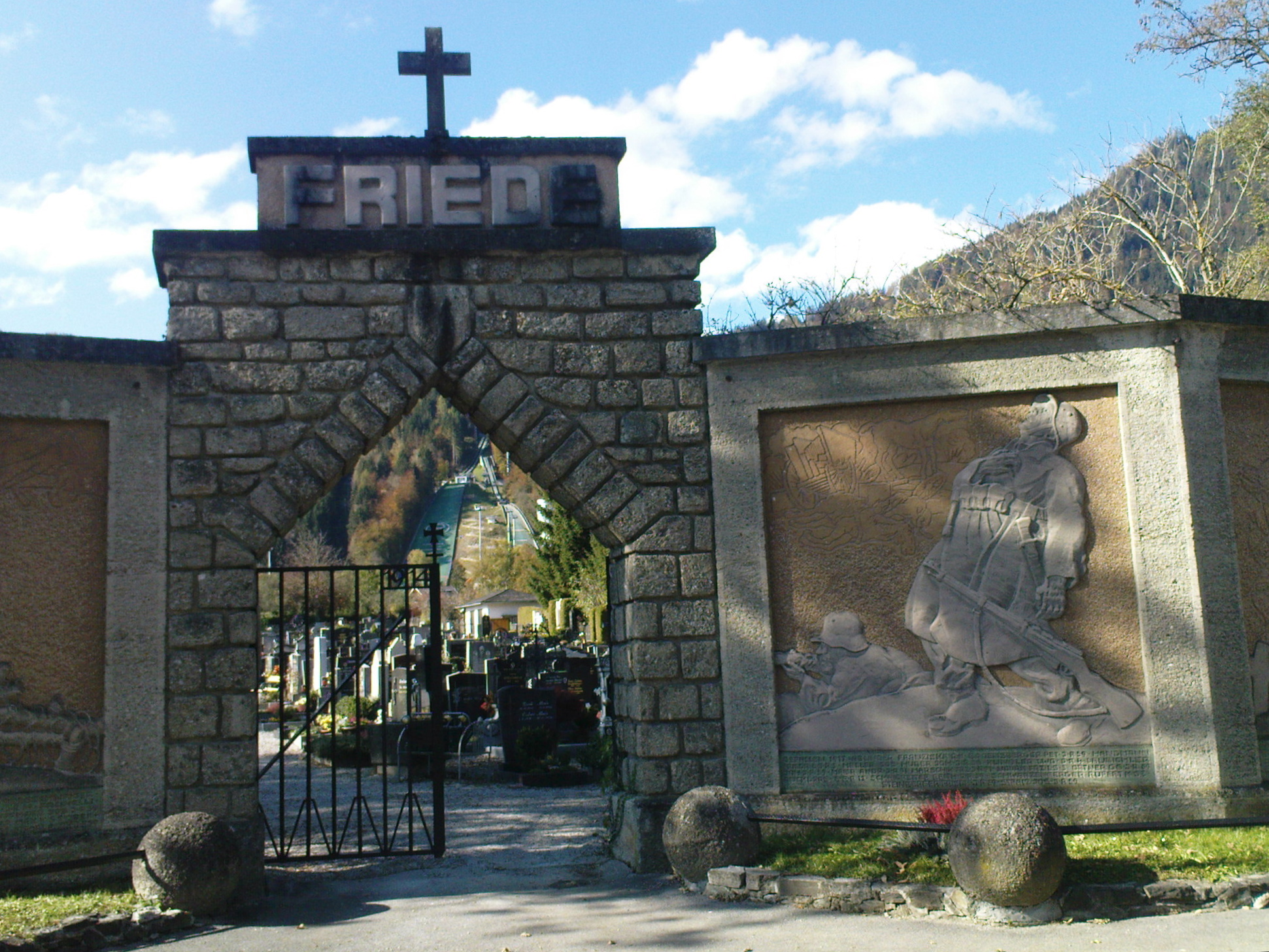
Kriegerdenkmal Bischofshofen
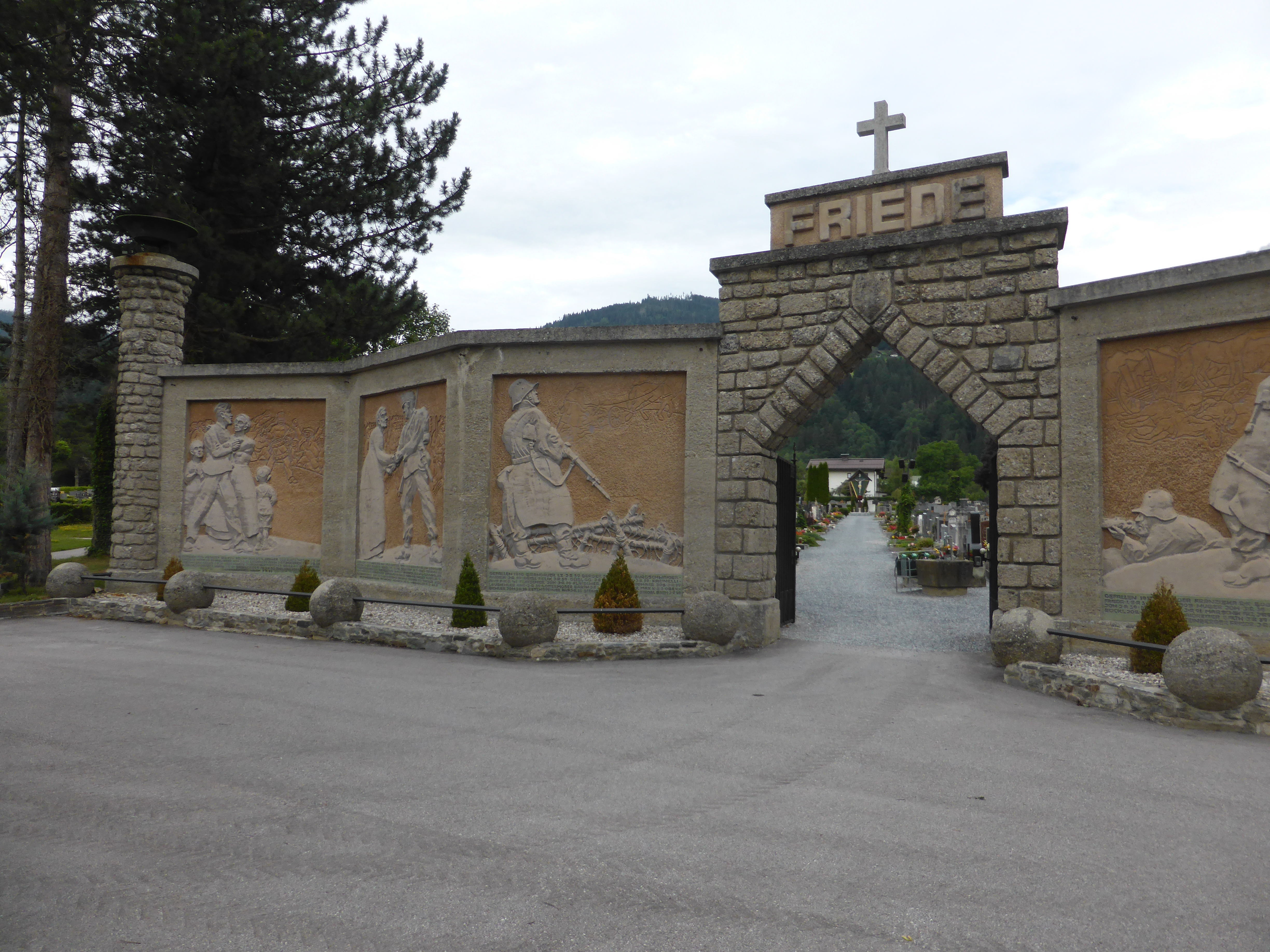
Kriegerdenkmal Bischofshofen (linker Teil)

## Nachweise
1. ↑  Kath. Filialkirche St. Georg in Bischofshofen bei createsoundscape.de/glocken-finder

Koordinaten: 47° 24′ 54,2″ N, 13° 12′ 58,1″ O